# Хабри (Хавличкув Брод)
Хабри (чеш. Habry) град је у Чешкој Републици. Град се налази у управној јединици крај Височина, у оквиру којег припада округу Хавличкув Брод.

## Становништво
Према подацима о броју становника из 2014. године град је имао 1.318 становника.